# Unia
Unia (cunoscut si ca Unia Group) este cel mai mare producător polonez de utilaje agricole, fondat în 1882. Fabrica produce aproape 25.000 de mașini pe an, din care peste 10.000 sunt exportate, și este prezent în 60 de țări din întreaga lume. 
Pentru constucția mașinilor agricole Unia Group consumă aproximativ 100.000 de tone de oțel de înaltă calitate în fiecare an. Unia are patru fabrici în următoarele orașe: Grudziądz, Kutno, Brzeg, Słupsk. Fabricile Grupului Unia se află sub acoperișul de o suprafață totală de producție de 12 de hectare și lucrează în ele aproape 1350 de persoane.
Logoul (marul roșu ) și brandul Unia este recunoscut de multe piețe europene și mondiale.
Uniunea Europeană acum produce o gamă largă de mașini agricole, multe dintre ele sunt de marcă Unia. Oferta lor totală cuprinde 700 de obiecte in care vom găsi pluguri, echipamente pentru cultivare și plantare, semănătoare, cositori și tocătoare, greble, prese de balotat, mașini de infoliat baloti, mașini pentru fertilizare minerală și organică, echipamente pentru cultivarea cartofului, remorci, echipamente pentru protectia plantelor, mașini comunale și utilitare.

## Unia în România
Unul dintre reprezentantii Unia Group în România este Topzon (fondat în 2008), care este reprezentant autorizat al produselor Unia Group în România. Firma comercializează toate modelele de utilaje agricole Unia, dar și piese de schimb originale. Pe site-ul oficial Topzon.ro sunt prezentate detalii tehnice despre produsele Unia. In 2021 in Romania sunt si alte companii care comercializeaza marca Unia.